# Лоташеве
Лоташе́ве — село в Україні, у Тальнівській міській громаді, Звенигородського району Черкаської області. У селі мешкає 456 людей.

## Історія
Порівнюючи географічне розташування з картою Боплана за 1648 рік можна дійти висновку, що це поселення в ті часи мало назву Неберибіс, а відповідно було засновано у 1545 році. З цього ж джерела довідуємося, що в 1895 році поселення налічувало 780 мешканців.
Село постраждало внаслідок геноциду українського народу, проведеного окупаційним урядом СРСР 1932—1933 та 1946–1947 роках.
Церква Покрови Пресвятої Богородиці, настоятель ієрей Андрій Грищенко, освячена 25 серпня 2018 року.